# Kämpinge strandbad (naturreservat)
Kämpinge strandbad är ett naturreservat i Höllviken i Vellinge kommun i Skåne län. Kämpinge strandbad blev naturreservat när området söder om Höllviken, inklusive sanddynslandskapet och tallskogen, slogs samman med området öster om Falsterbokanalen. Enligt länsstyrelsen ingår området som en del av naturreservatet Kämpinge strandbad.
Den kilometerlånga kritvita sandstranden söder om Höllviken ingår tillsammans med området öster om Falsterbokanalen i naturreservatet Kämpinge strandbad.
Området är ’’naturskyddat’’ sedan 1982 och är 43 hektar stort. Reservatet består av sanddynslandskap och en gles tallskog där bakom.

## Historia
Kämpinge strandbad förvaltas av Vellinge kommun och naturreservatet skapades (bildades) den 22 mars 1983, då området Kämpinge strandbad sammanslogs med området öster om Falsterbokanalen. Naturreservatet sträcker sig över en yta på 42 hektar, varav 25 hektar utgörs av landyta och 14 hektar av skog. Kämpinge strandbad ingår även i Natura 2000, ett nätverk av skyddade områden i hela EU.

### Kritvit sandstrand och gles tallskog
Kämpingebukten är känd för sin badstrand. I naturreservatet Kämpinge strandbad ingår den kilometerlånga kritvita sandstranden och det omgivande dynlandskapet samt en gles tallskog. Sandstranden är en av höjdpunkterna i naturreservatet. Området ligger söder om Höllviken och sträcker sig österut från Falsterbokanalen. Tillsammans med området öster om Falsterbokanalen ingår stranden i Kämpinge strandbad. Sanddynslandskapet och den glesa tallskogen breder ut sig längs med Kämpingebuktens populära badstrand. Här kan besökarna njuta av en fantastisk utsikt över havet samt sol och bad. Hundratals traditionella badhytter står på rad mellan tallskogen och stranden. Badhytterna ger badgästerna möjlighet att byta om och förvara sina tillhörigheter.

## Bilder Kämpinge standbad

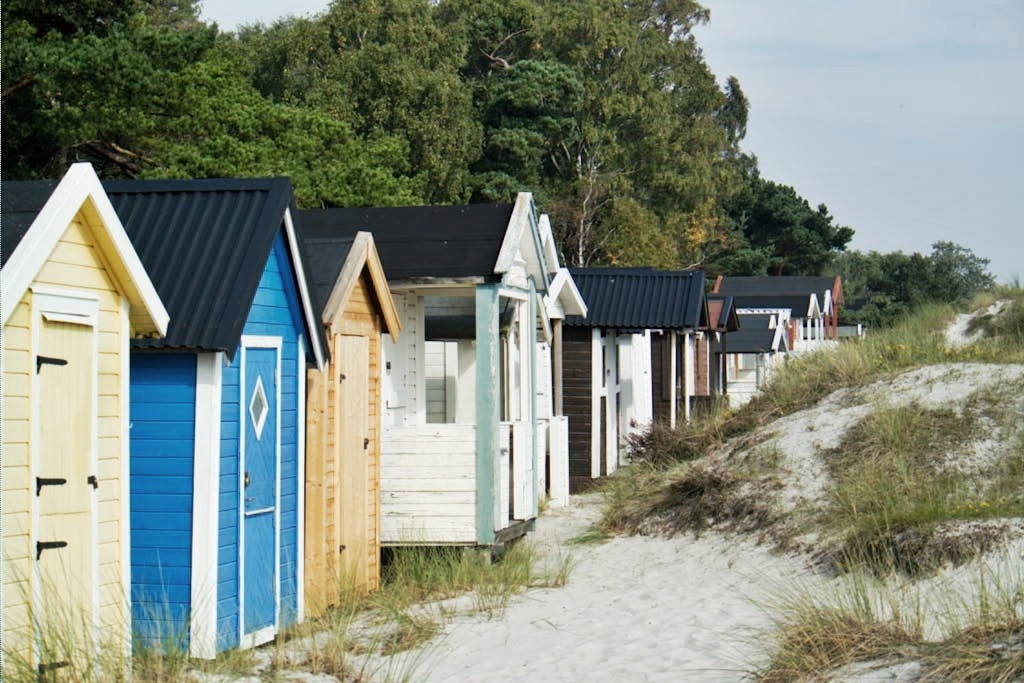
Badhytter längs sandstranden vid Kämpinge strandbad.
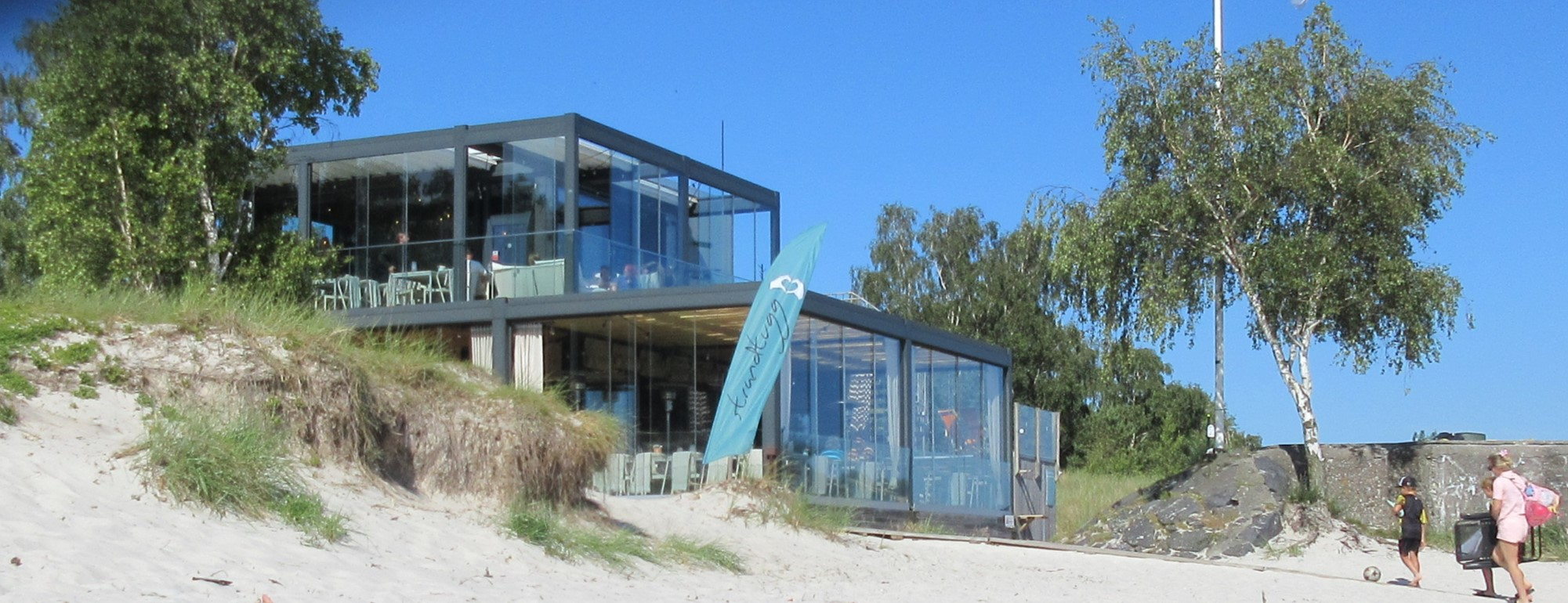
Vid stranden i Kämpinge ligger restaurang Strandtugg.
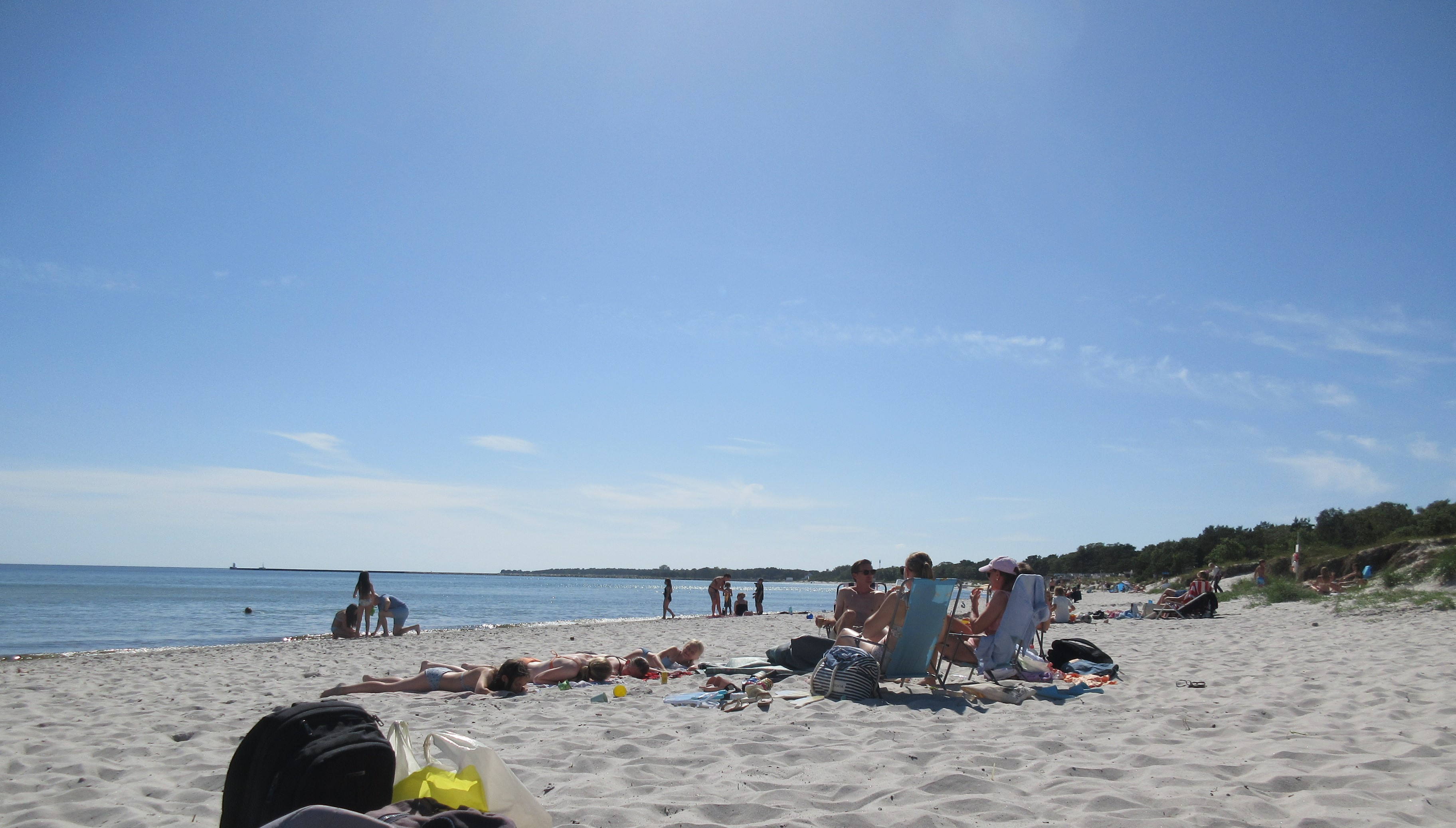
Badstranden.
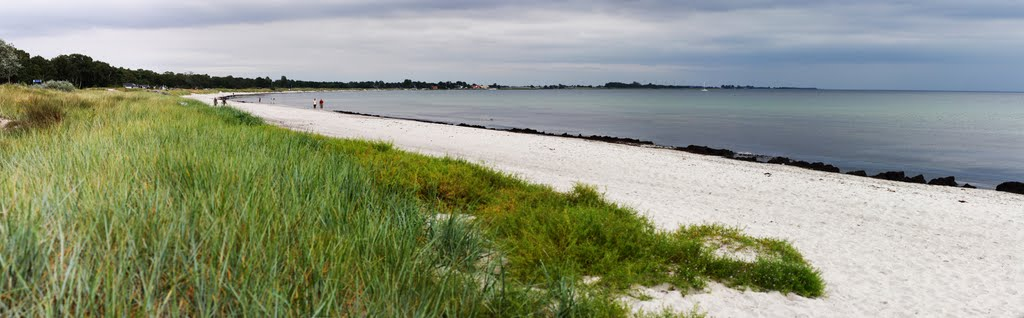
Den vita sandstranden mot Kämpingebukten vid Höllvikens södra kust.

### Vandringsled
Det finns även en 2,5 kilometer lång vandringsled att följa för den som vill utforska reservatet. Leden ger en möjlighet att uppleva naturen på nära håll och den tar besökaren genom tallskogen och längs sanddynorna. Kämpinge strandbad är ett populärt utflyktsmål för både turister och lokalbefolkning och det är en viktig plats för både rekreation och naturvård.

### Vinden bygger upp sanddynerna
Sanddynerna byggs upp av vinden och hålls kvar av vegetationen. Strandrör och strandråg som växer närmast stranden binder sanden. Ett dynsystem för sanddynerna har byggts upp här och det går parallellt med stranden. Dyne är en ansamling av flygsand som bildar en kulle eller ås på stranden. Längre in mot tallskogen växer bland annat trift, strandmalört, hedblomster och blåmunkar. Även vresros växer bland sanddynerna. För att förhindra sandflykt planterades förr vresros ofta, men arten som inte förekommer naturligt i Sverige, växer snabbt och sprider sig fort. Detta gör det lätt för vresrosen att ta över stora områden och detta hotar både inhemska växer och djur.

## Bildgalleri på vegetationen

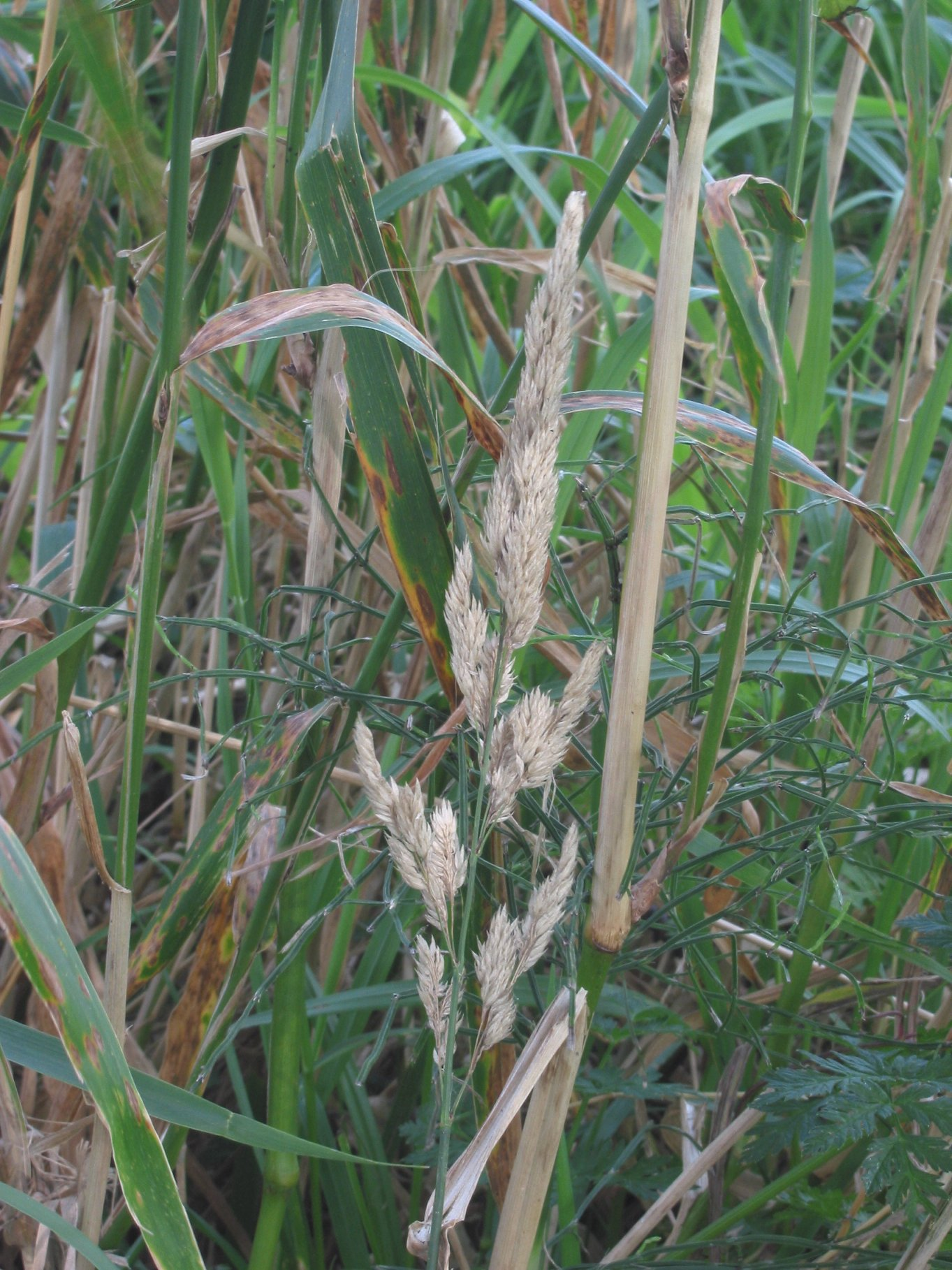
Rörflen (’’Phalaris arundinacea’’) är ett storväxt gräs med grova, styva, raka strån och breda blad. Det växer vid stränder, i vattengropar och diken med mera och blir där inte sällan två meter högt.
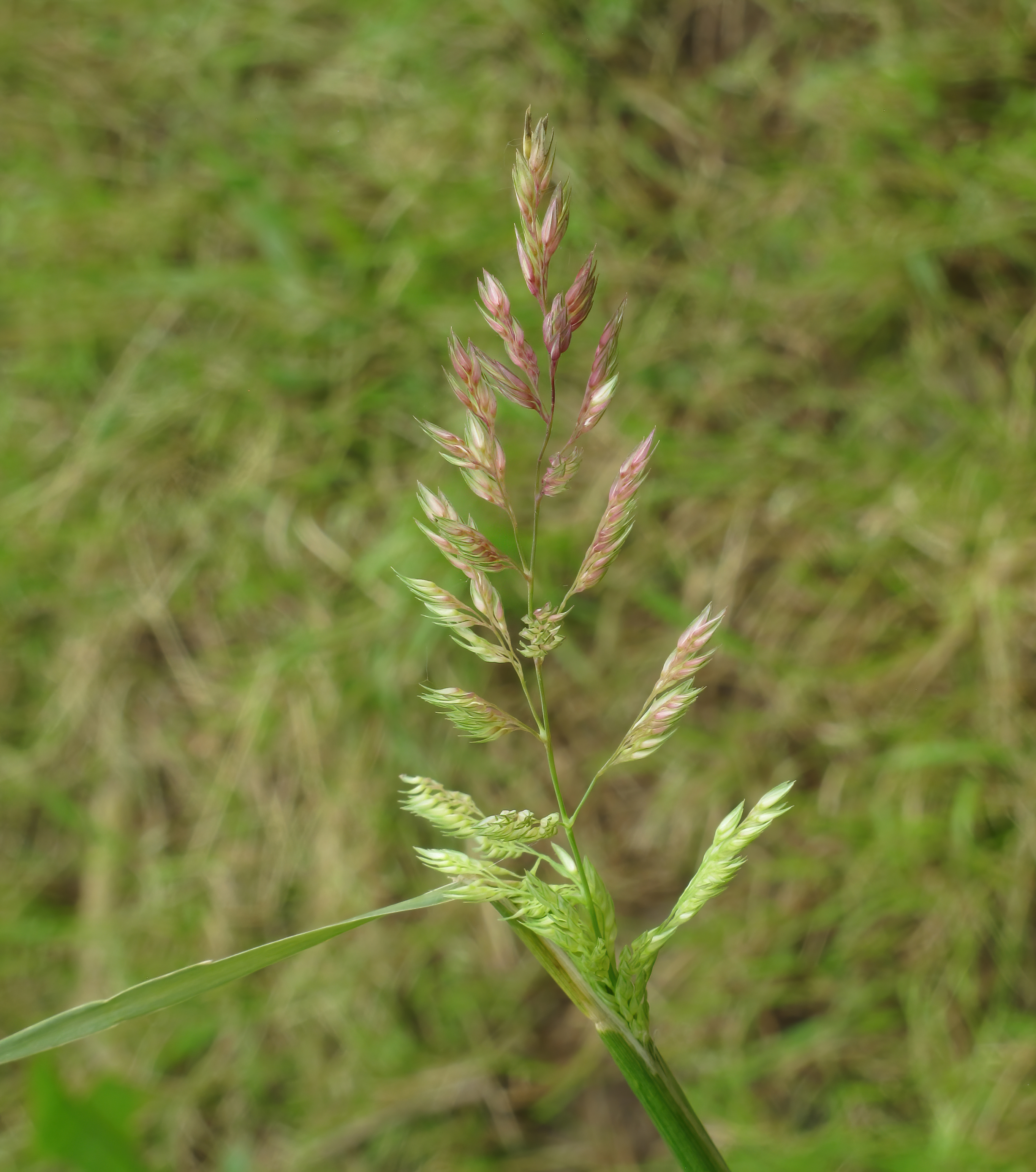
Närbild på rörflen (’’Phalaris arundinacea’’).
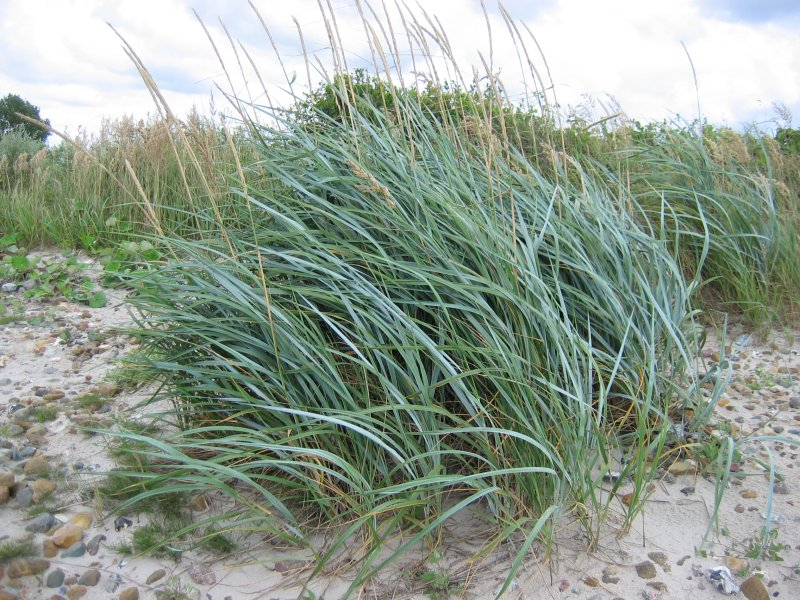
Strandråg (’’Leymus arenarius’’) är en flerårig ört tillhörande familjen gräs. Synonymt med ’’sandhavre’’.
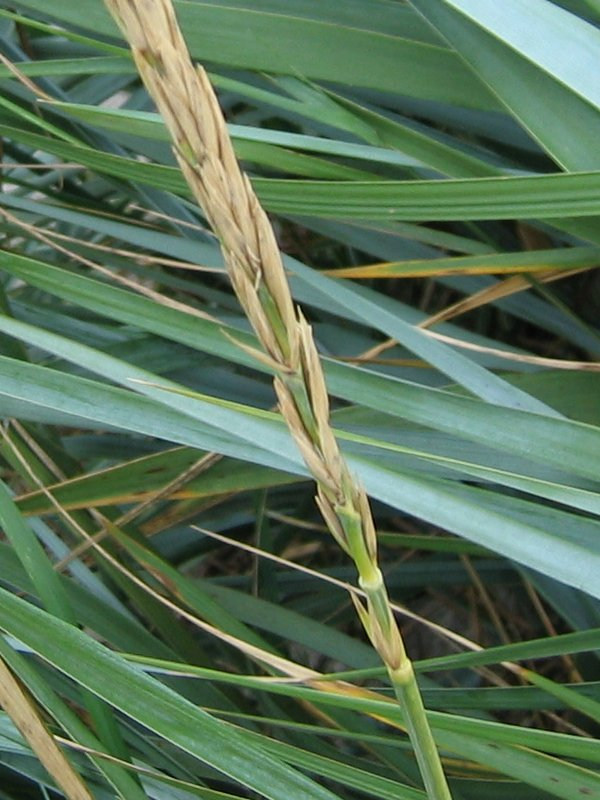
Närbild på strandråg (’’Leymus arenarius’’).
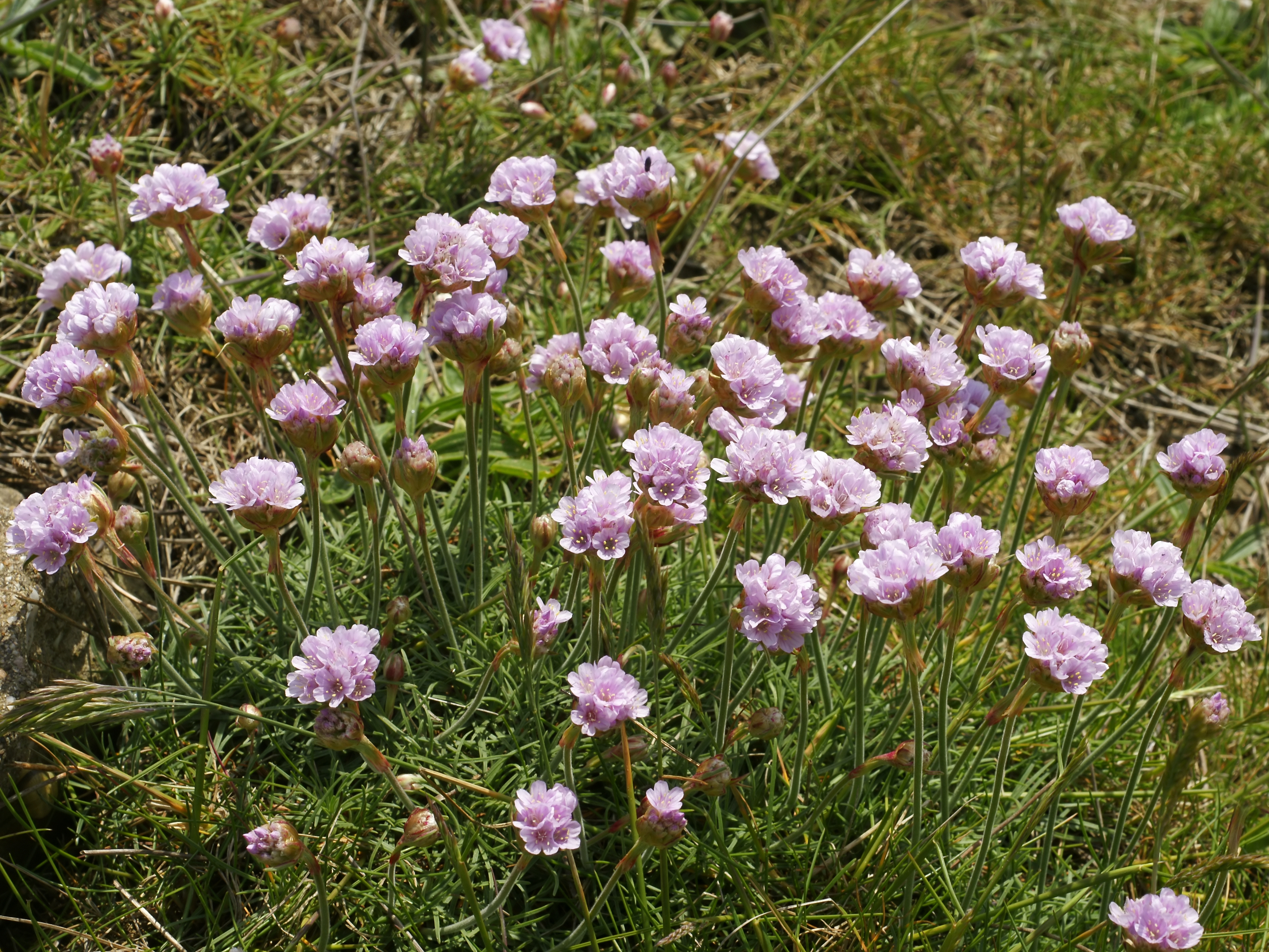
Strandtrift (’’Armeria maritima’’). Strandtrift, även känd som Armeria maritima, är en lågväxande perenn som trivs på salthaltig mark vid kusten. Den kännetecknas av sina bollformade, rosa blommor som sitter i tuvor och blad som liknar grässtrån. Den är en marktäckande växt som sprider sig långsamt och trivs i soliga lägen.
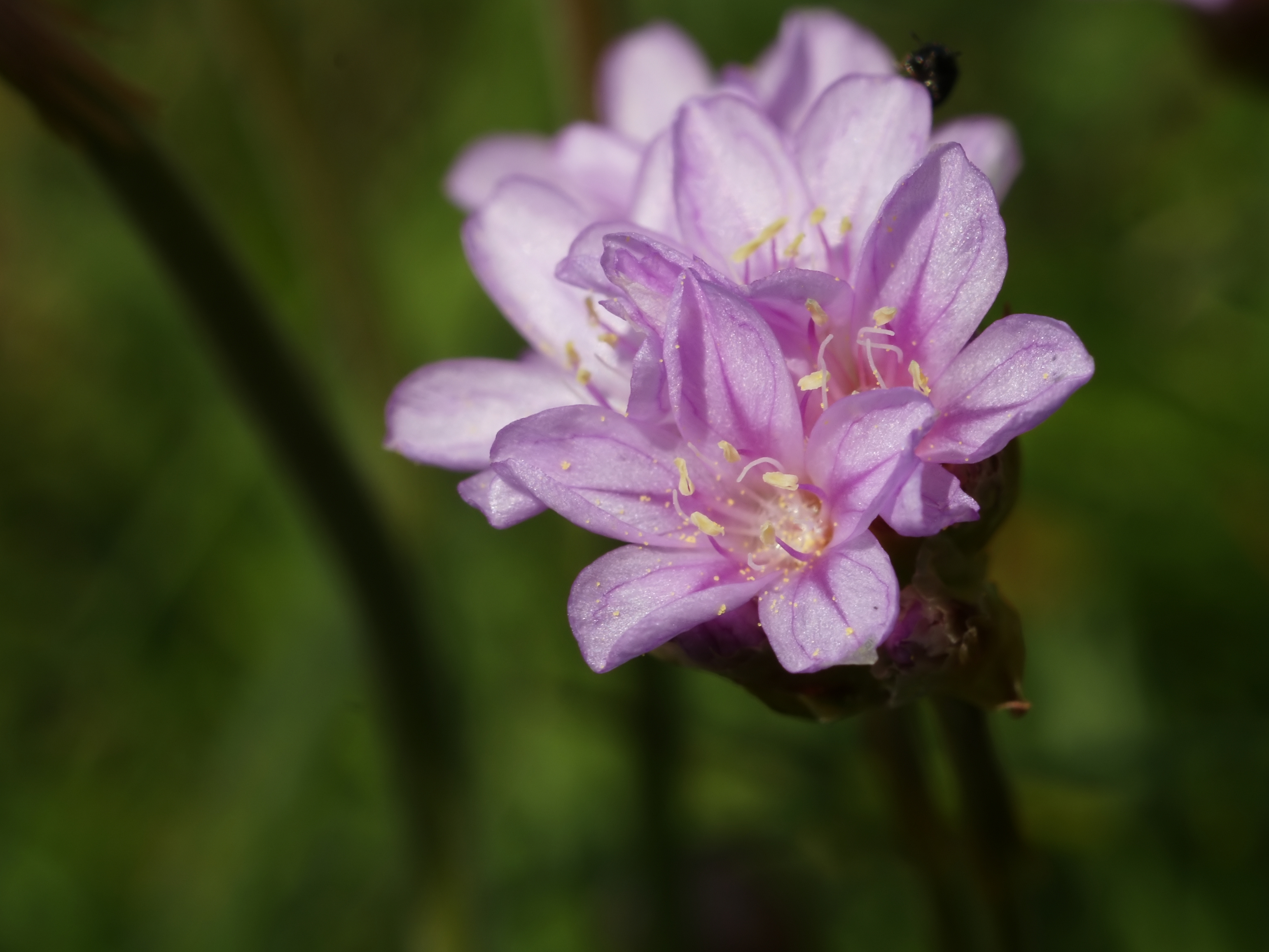
Närbild på blomma av strandtrift (’’Armeria maritima’’). Strandtrift bildar låga tuvor med gräsliknande, smala blad och blomstänglar som bär runda blomhuvuden. Blommorna är oftast rosa, men det finns även sorter med vita eller röda blommor.
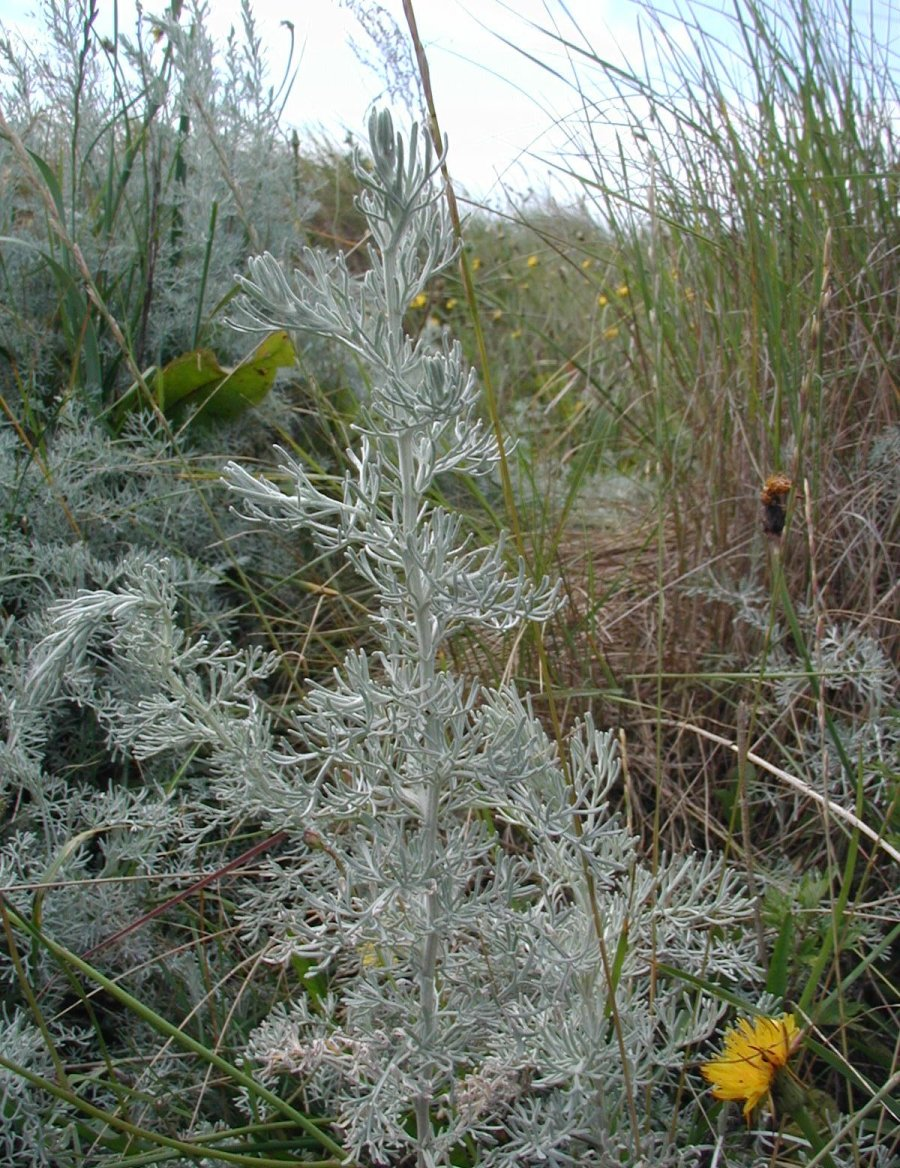
Strandmalört (’’Artemisia maritima’’) är en flerårig ört, inom hedblomstersläktet och familjen korgblommiga växter, med silvergrått ludna blad och stjälkar. Den beskrevs av Carl von Linné.
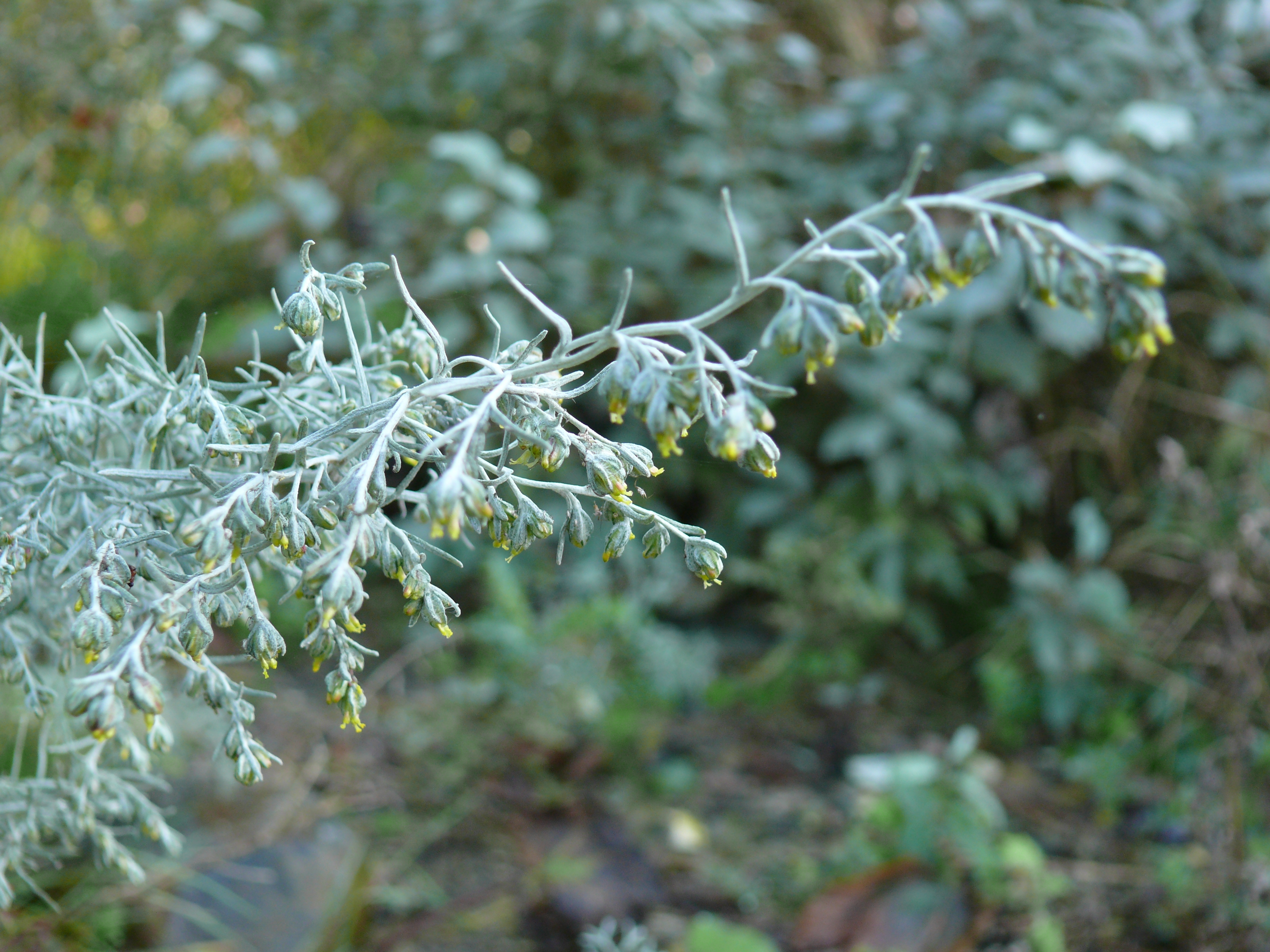
Närbild på strandmalört (’’Artemisia-maritima’’), som är en växtart i släktet malörter.
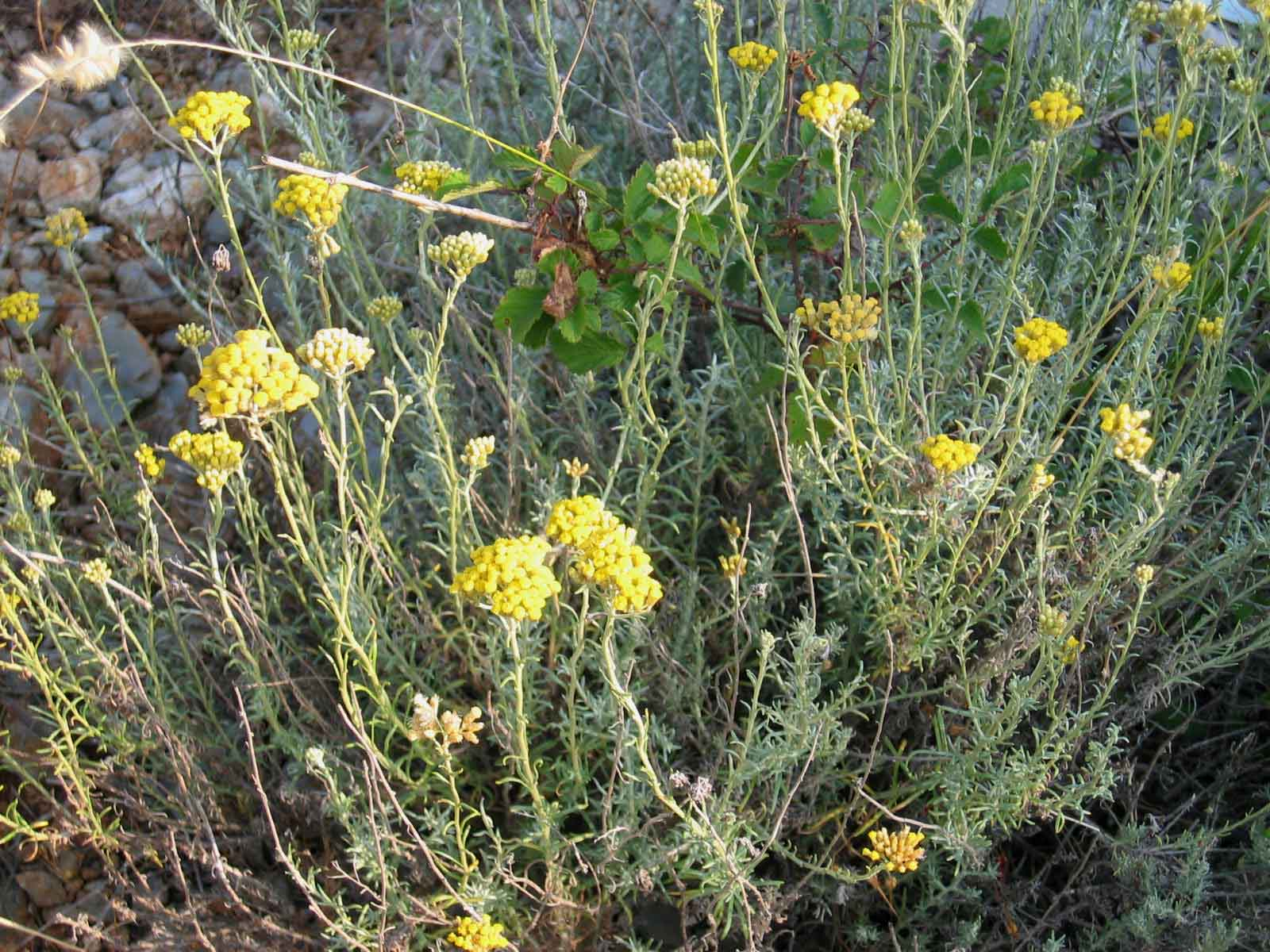
Hedblomster (’’Helichrysum arenarium’’) är flerårig [[ört)), inom hedblomstersläktet och familjen korgblommiga växter, med silvergrått ludna blad och stjälkar.
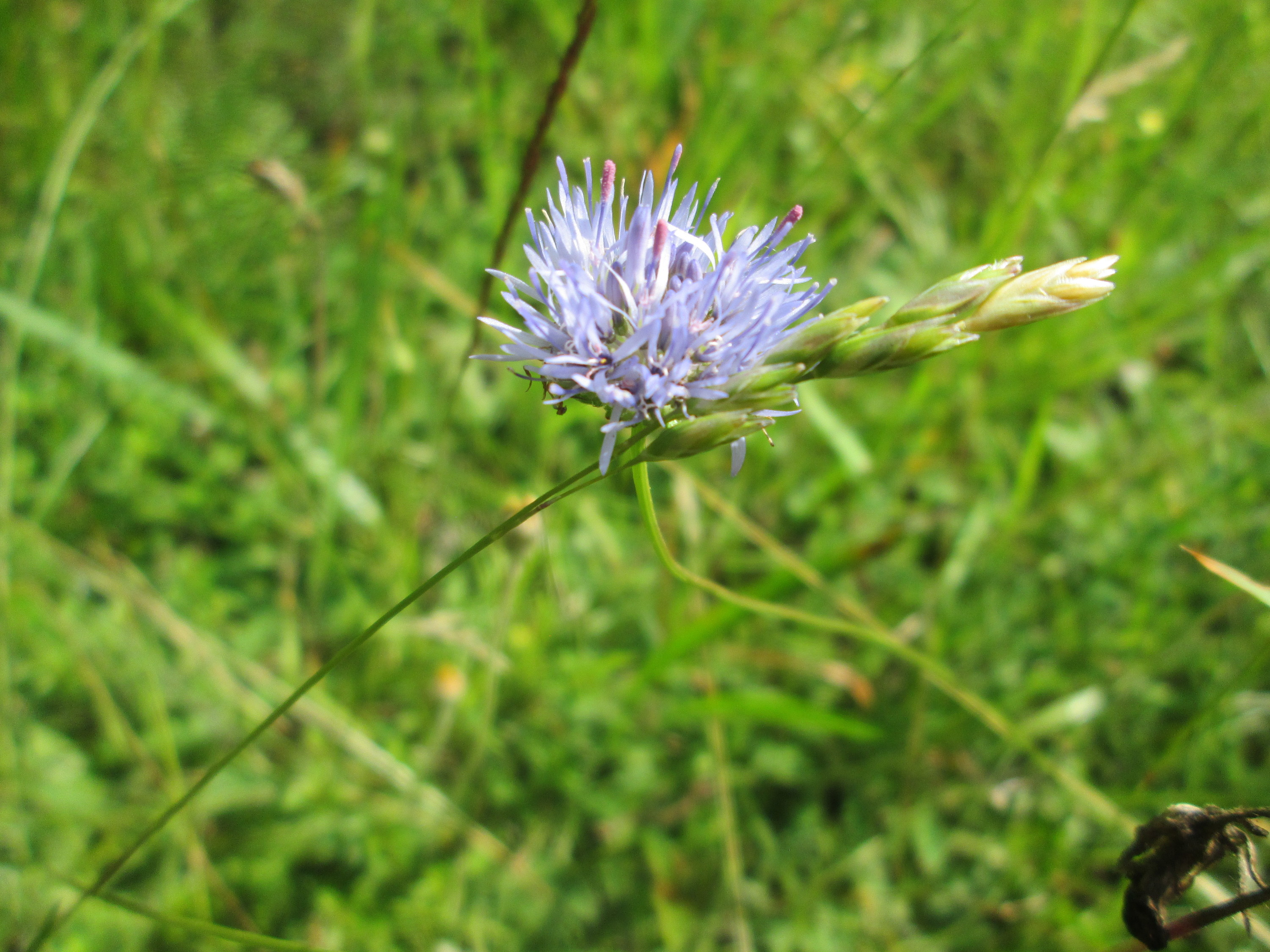
Blåmunkar (Jasione montana) är en tvåårig ört i familjen klockväxter. Blåmunkar växer ofta på sandig och mager mark.
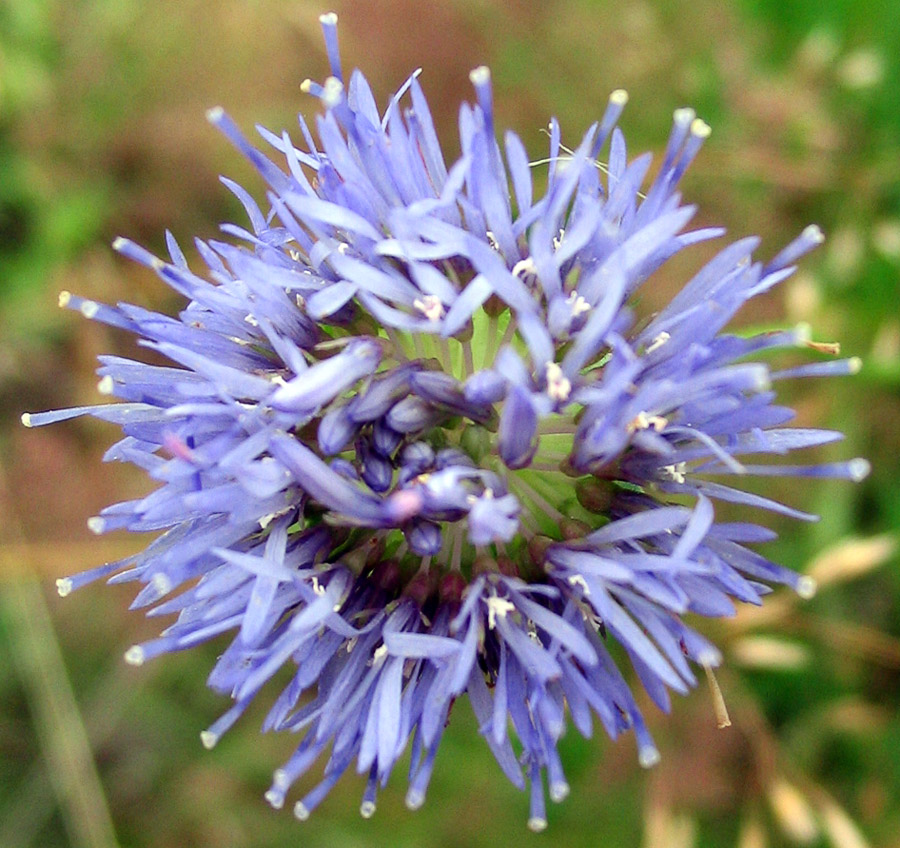
Närbild på blåmunkens (’’Jasione montana’’) ljusblå blomma.
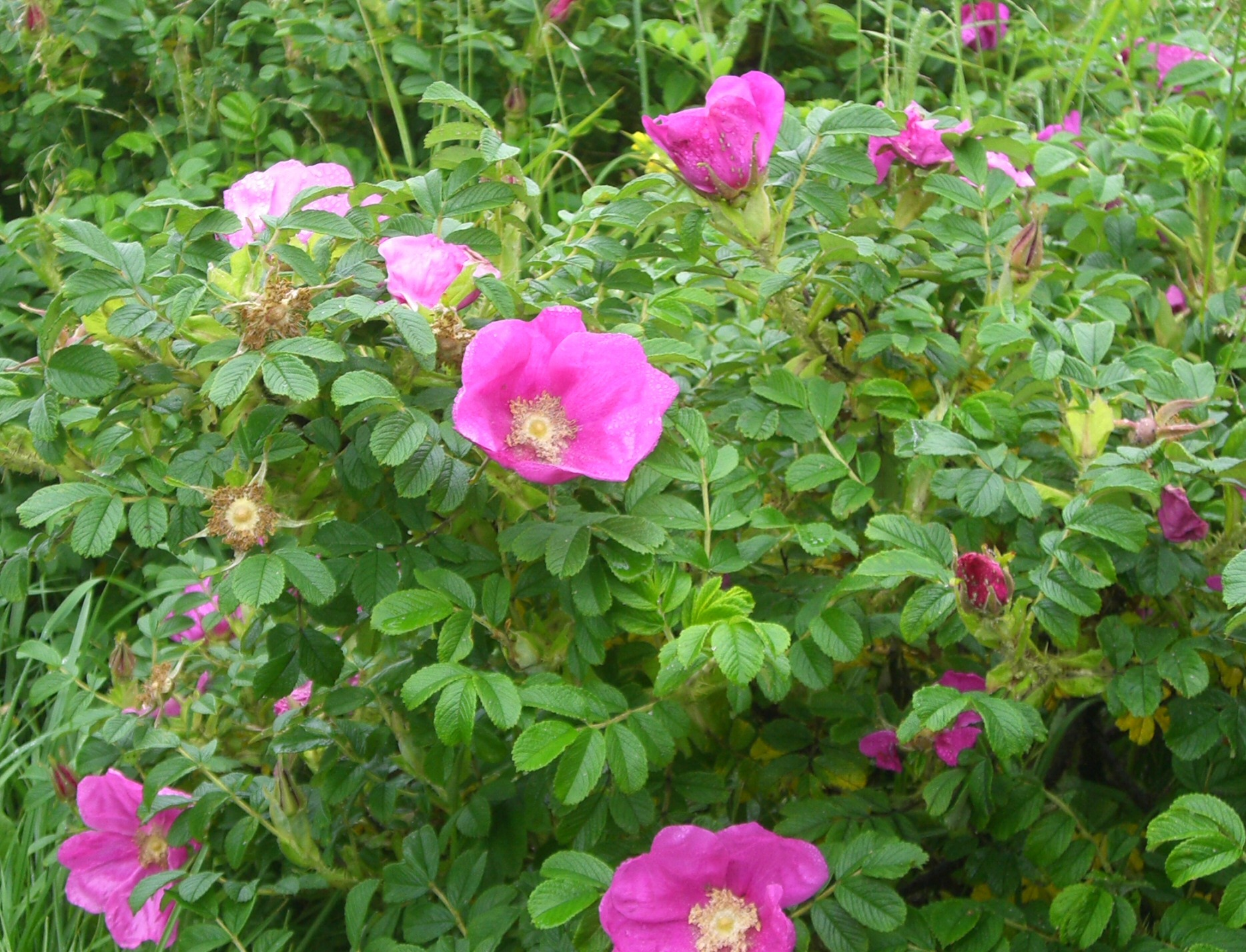
Vresros (’’Rosa rugosa’’) är en art av rosor från Östasien med stora mörkt rosenröda blommor. Den är vanlig i trädgårdar och parker.
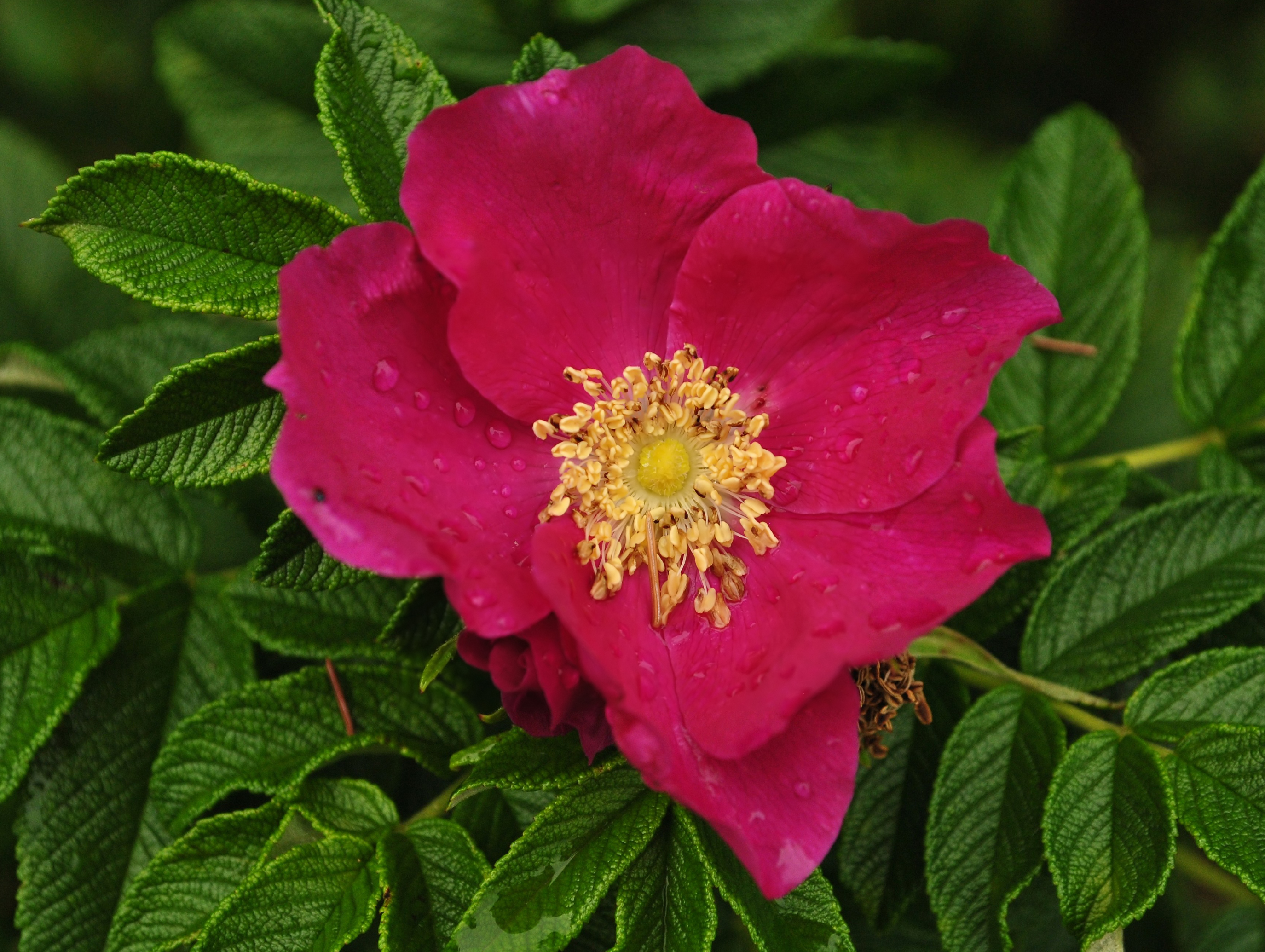
Närbild av vresros (’’Rosa rugosa’’). Vresrosen kom till Sverige cirka 1780 med Linnés lärjunge Carl Peter Thunberg som varit i Japan där den växer vilt.

## Sanddynslandskapet
De traditionella badhytterna ligger på led innanför sanddynerna och med ryggen mot skogen. Gränsen för naturreservatet går ut till tre meters djup och reservatet ger även skydd till livet i havet.
När man tar en promenad längs kanalen i tallskogen kan man få känslan av att vara långt från bebyggelsen trots att skogen egentligen bara är en smal remsa på 100-150 meter. Marken är täckt av lavar och mossor på sina ställen och skogen fylls av doften av kåda och varm sand på sommaren.
Ett militärhistoriskt kulturlandskap ligger gömd i skogen. Skyttevärn och stridsvagnshinder ligger kvar bland träden som minnesstenar. Den så kallade Per Albin-linjen, som skulle skydda Sverige under andra världskriget och det är således rester av försvarslinjen. Skånes militärhistoria är rik och komplex, med en mångfald platser och händelser som har präglat regionen. Skåne har varit en strategiskt viktig region och har upplevt många militära konflikter och förändringar i försvarsmakten.
Kämpinge strandbad har både omarkerade promenadstigar och en markerad ridstig som leder genom tallskogen och ner till stranden. Detta område är en del av Kämpinge strandbad naturreservat, vilket erbjuder en varierad miljö med sanddynslandskap och gles tallskog längs den populära badstranden. Naturreservatet är en del av den kilometerlånga badstranden som ligger i Kämpingebukten. Parkeringsplats finns i anslutning och närmaste busshållplats är Höllviken Höllviksstrand.

## De nio naturreservaten kring Falsterbohalvön
Kämpinge strandbad är ett av nio naturreservat kring Falsterbohalvön. De nio naturreservaten kring Falsterbohalvön är:
- Falsterbo fågelstation, en välkänd plats för fågelskådning och ringmärkning. Fågelstationen är belägen på Falsterbonäset i det sydvästligaste hörnet av Skåne.
- Måkläppens naturreservat, en av Sveriges största sälkolonier och ett viktigt fågelområde. Måkläppens naturreservat består av en landremsa som sticker ut från Falsterbonäset och det ligger inom det historiska Skanör med Falsterbo stads område i Vellinge kommun. Det bildades som naturreservat 1971, men redan 1902 var området skyddat (genom ett arrende). Naturreservatet Måkläppen ligger omgärdat av Falsterbohalvöns havsområde. Sveriges enda koloni med både knubbsäl och gråsäl finns på den långsmala sandreveln Måkläppen.[11] Det är också den enda uppehållsplatsen i södra Östersjön för gråsäl. Gråsälen kan bli cirka tre meter lång och den är vår största sälart. Knubbsälen är betydligt mindre. På land kan man se de båda sälarterna ligga i små grupper, men knubbsälen håller alltid ett visst avstånd till grannen. I området är det huvudsakligen knubbsälen som föder sina kutar (sälungar).[12]
- Flommen naturreservat, ett marint reservat med grunda vikar och strandängar. I det grunda havsområdet finns grunda vikar och laguner samt betade strandängar innanför flygsanddynerna mot Östersjön. Det ligger inom det historiska Skanör med Falsterbo stads område i [[Vellinge kommun].
- Fotevikens naturreservat, innehåller en rekonstruerad vikingaby och är ett kulturreservat. Fotevikens Museum är ett arkeologiskt friluftsmuseum beläget i sydvästra Skåne. Historien bakom museet startade 1981. Då undersöktes fem sänkta vikingaskepp i den undervattensspärr som finns i mynningen av Foteviken där denna når ut i Höllviken.[13] I anslutning till Höllviken ligger Fotevik, som är en havsvik i sydvästra Skåne.’’Foteviksområdet’’ är ett naturreservat vid Foteviken i Vellinge och Malmö kommuner. Naturreservatet bildades år 2011 och har en total storlek på 2 646 hektar men endast runt 700 hektar består av land. Naturreservatet sträcker sig längs kusten och ut i havet.
- Skanörs ljung naturreservat, ett område med öppna ljunghedar och sanddyner. Naturreservatet Skanörs ljung och området Natura 2000 ligger inom den historiska Skanör med Falsterbo stads område i Vellinge kommun. Skanörs ljung är en av Europas största fukthedar och en rest av det hedlandskap som täckte halva Falsterbohalvön för 150 år sedan. Naturreservatet ligger mellan Ljunghusen, Skanör och Falsterbo, på båda sidor om länsväg 100.
- Sandhammarens naturreservat, en vidsträckt sandstrand med dyner och klitter. Sandhammaren ligger i Löderups socken i Ystads kommun är det sydostligaste hörnet av Skåne. Sandhammaren är till största delen ett naturreservat, Sandhammarens naturreservat, och innanför den breda sandstranden finns stora sanddynsområden, vilket utgör Sveriges största flygsandsfält. Det anses även vara en av Sveriges finaste stränder. Där dynerna stabiliserats har områden med dyngräs, gräshed, ljunghed och ekkrattskog bildats
- Naturum Falsterbo, ett besökscenter i Falsterbohalvöns havsområde med utställningar och information om naturen på Falsterbohalvön.  Falsterbohalvöns havsområde är ett sandområde med strandformationer som ständigt förändras av vind, vågor och strömmar. De långgrunda sandbottnarna, ålgräsängarna och den stora vattenomsättningen skapar förutsättningar för ett rikt biologiskt liv. Under somrarna flockas badgäster längs med de vita sandstränderna.
- Kävlingeåns mynning, naturreservat, ett område med strandängar och fågelliv vid åmynningen. Kävlingeåns mynning eller Löddeåns mynning (norra) är ett naturreservat i Kävlinge kommun i Skåne län. Det bildar ett sammanhängande område tillsammans med det angränsande naturreservatet Löddeåns mynning (södra) i Lomma kommun.
- ’’Kämpinge strandbad (naturreservat)’’ (tidigare Höllviken-Ljunghusen) i Vellinge kommun, ett område med sanddyner och tallskog. I sydöst gränsar egentliga Höllviken mot ortsdelen Kämpinge, i väster mot den tidigare tätorten Ljunghusen, som tar vid på andra sidan Falsterbokanalen, i norr mot viken Höllviken, som är en del av Öresund, och i söder mot Kämpingebukten, som är en del av Östersjön. Den kilometerlånga sandstranden som sträcker sig längs Kämpingebukten är en del av ett trettio hektar stort naturreservat. Ljunghusen ligger på Falsterbonäset, väster om Höllviken och öster om Skanör. Den ligger främst söder om länsväg 100, och täcker området mellan Höllviken och Kämpingebukten väster om Falsterbokanalen. Vid 2015 års tätortsavgränsning räknades bebyggelsen som en del av tätorten Höllviken och Ljunghusen.[14]Det finns bra friluftslivsmöjligheter i området, bland annat finns vandring, fågelskådning och bad. Skåneleden (SL5 Öresund, etapp 20 och 21) tar dig runt hela halvön. Skåneledens SL5 Öresund är 214 km lång – leden sträcker sig från [Utvälinge]] i norr till Trelleborg i söder. En friliggande del av Öresundsleden går runt Falsterbonäset. Reservaten har olika föreskrifter. Länsstyrelsen i Skåne län uppmanar att kontrollera vad som är tillåtet just där du är.[15][16]